# Zelax
Zelax (по-русски произносится Зела́кс) — российская компания, специализирующаяся на разработке и производстве оборудования для сетей передачи данных.
Компания Zelax основана в 1988 году в Зеленограде. Разрабатывает и производит мультисервисные устройства: модульные маршрутизаторы, мультисервисные коммутаторы, гибкие и инверсные мультиплексоры, DSL-модемы, шлюзы TDMoP, модемы для передачи данных через аналоговые системы ВЧ связи по ЛЭП.
Zelax поставляет оборудование для построения ведомственных сетей Минобороны, МВД, ФСО, РАО «Газпром», РАО «ЕЭС», ОАО «РЖД», ОАО «Связьинвест». Решения Zelax используют крупные операторы сотовой и фиксированной связи, системные интеграторы, интернет-провайдеры.